# Дзопе ди Кадоре
Дзопѐ ди Кадо̀ре (на италиански: Zoppè di Cadore; на ладински: Zopè, Дзопе) е община в Северна Италия, провинция Белуно, регион Венето. Разположена е на 1461 m надморска височина. Населението на общината е 226 души (към 2014 г.).
Административен център на общината е село Бортолот (Bortolot).